# Yeunten Ling
Pour les articles homonymes, voir Ling.
L'institut Yeunten Ling est un centre de bouddhisme tibétain situé à Huy à proximité de Liège, en Belgique. Yeunten Ling, qui signifie « jardin des qualités », est un centre de stages, de résidence et de retraite fondé en 1983 par Kalou Rinpoché.

## Galerie

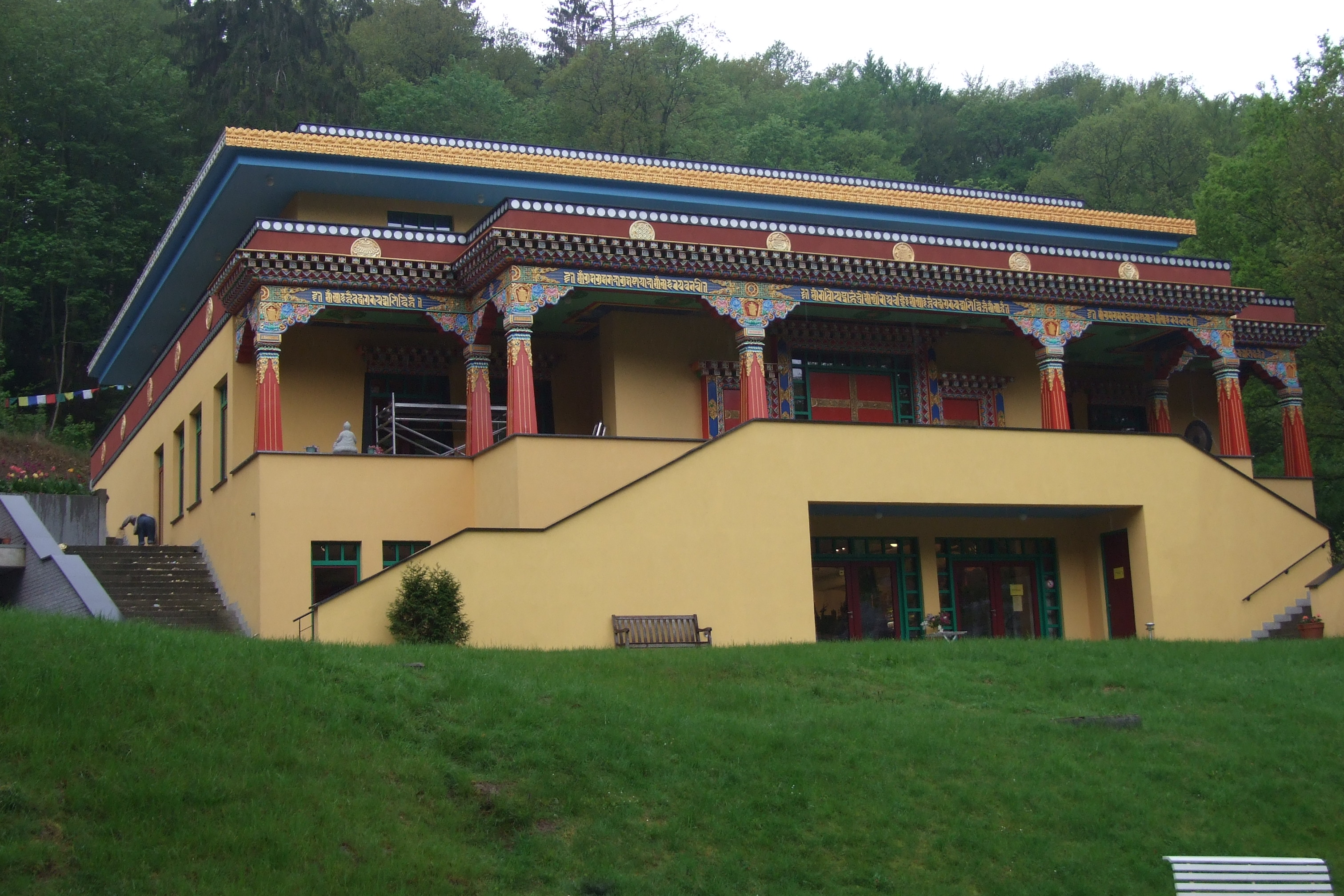
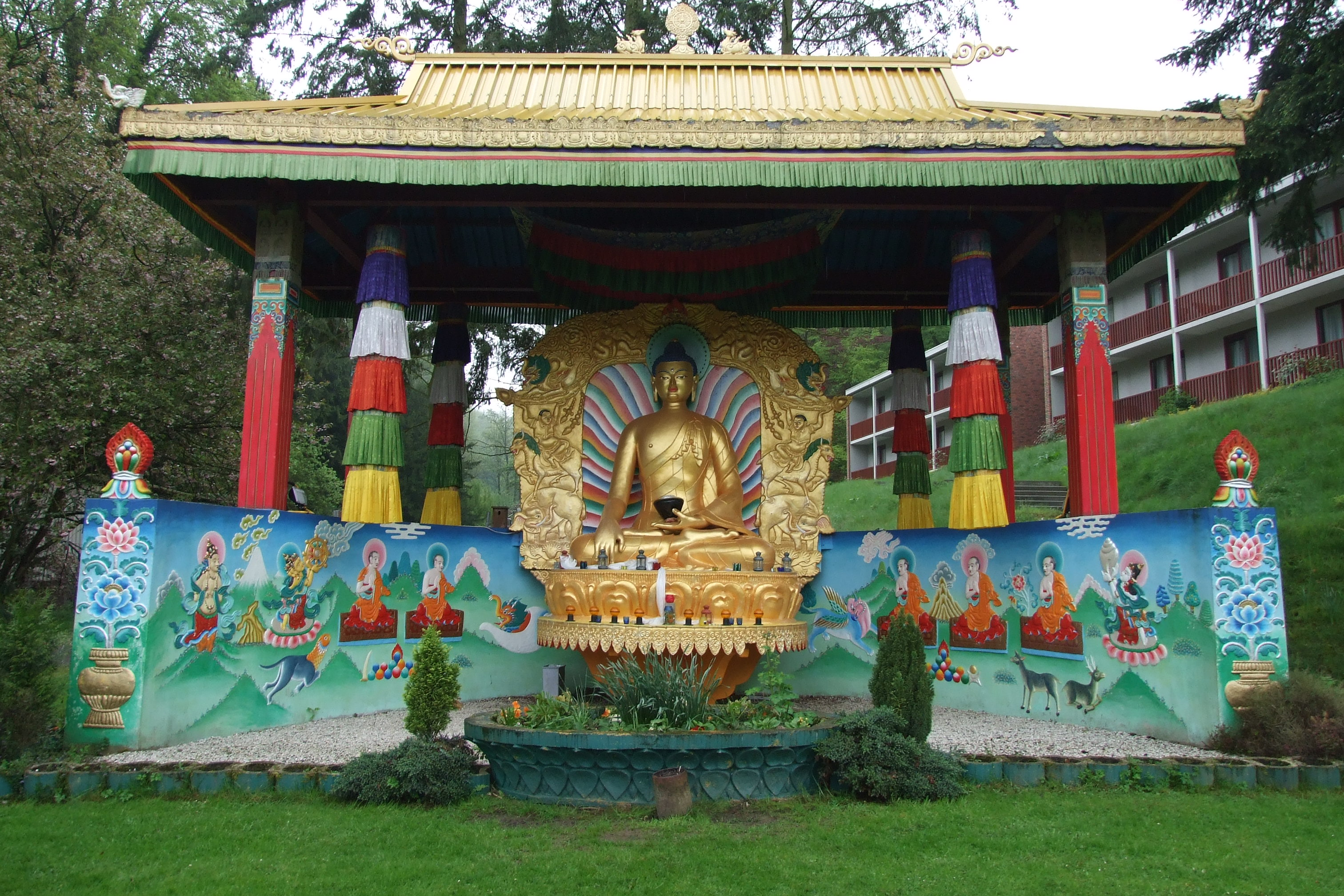
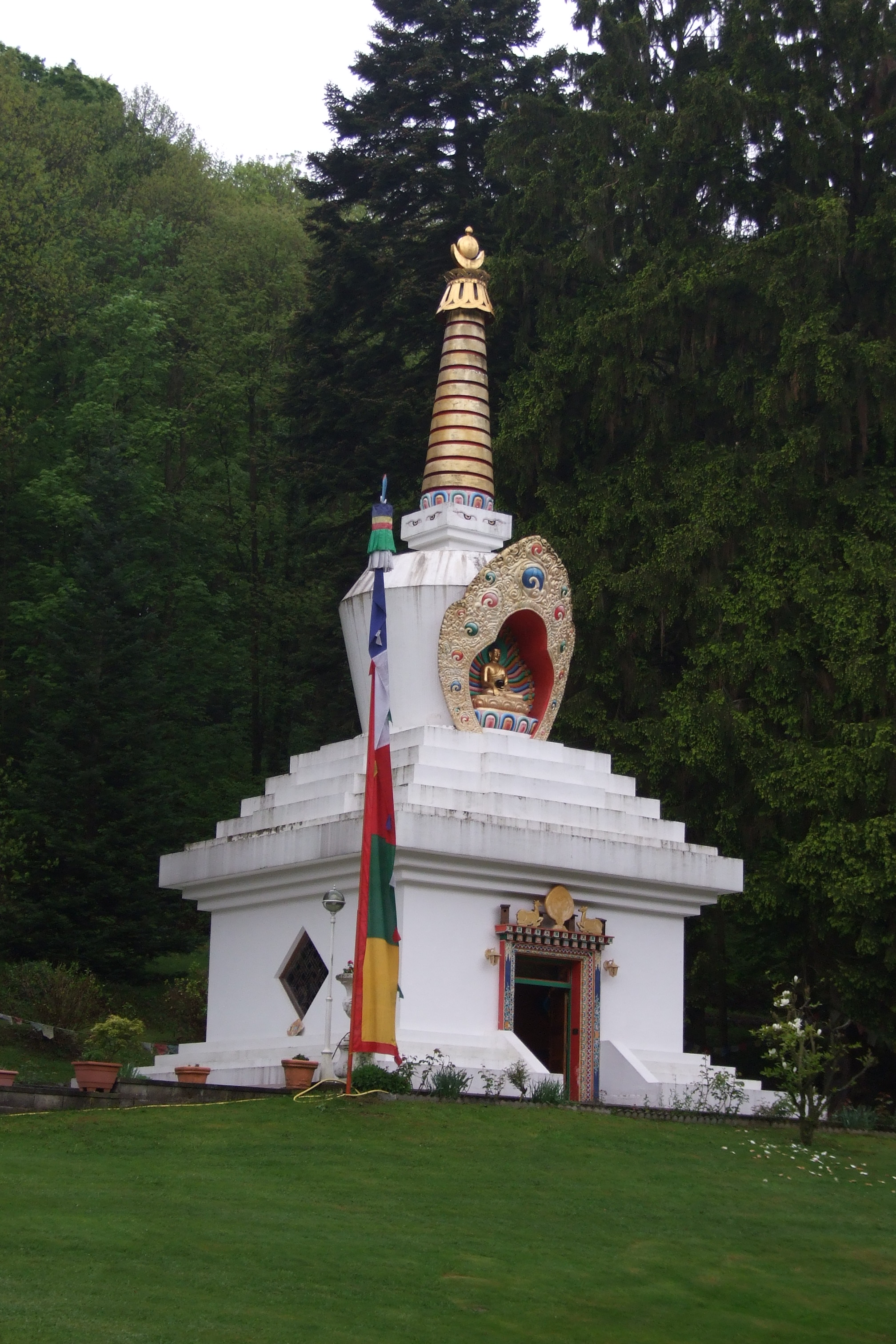
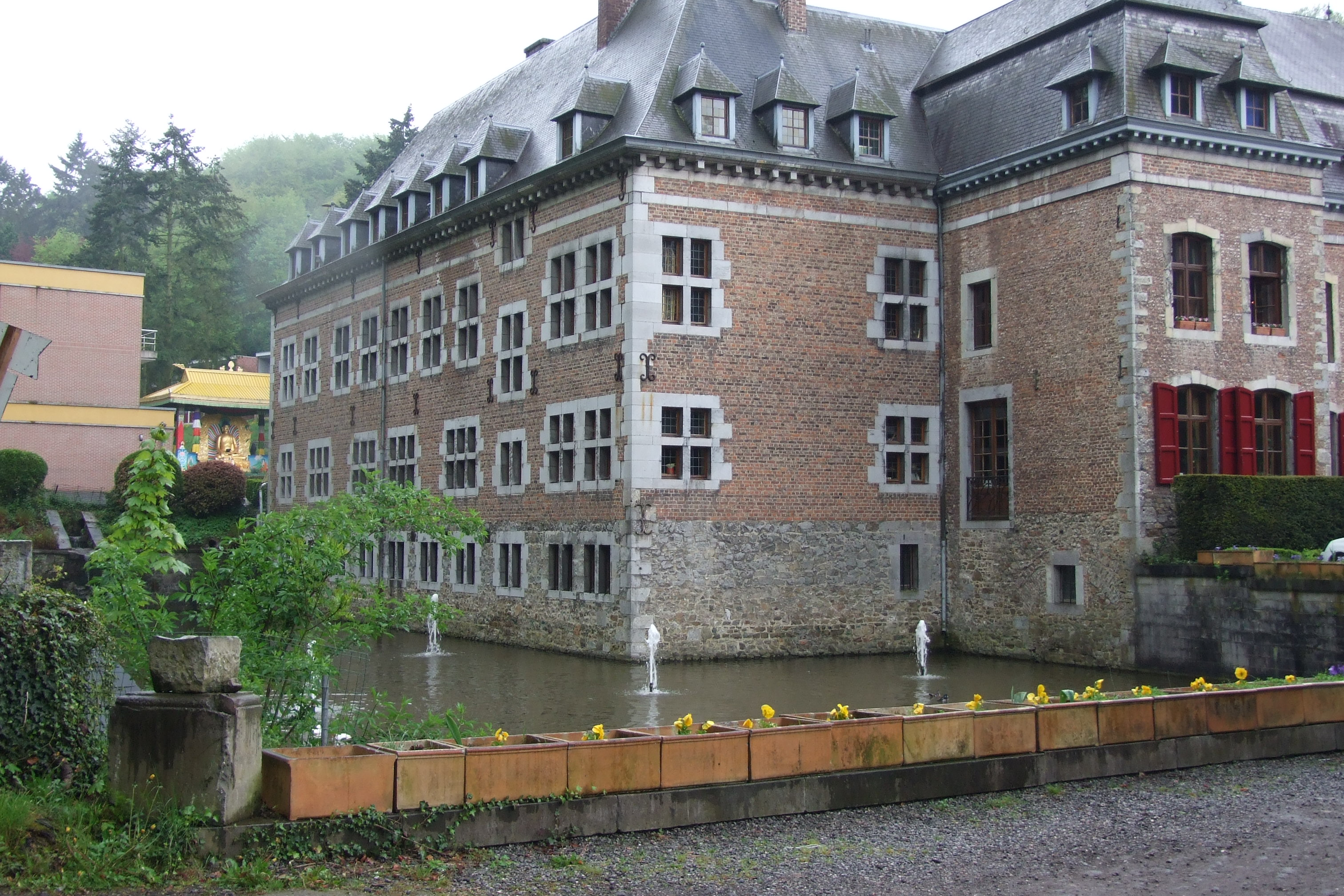

## Liste des responsables du centre
- Lama Ogyen (1933-1990)[2]
- Lama Karta (1960-23 février 2013)[2],[3]